# Rosaviatsiya
Rosaviatsiya eller Rosaviatsia (ryska: Федеральное агентство воздушного транспорта - Federalnoye agentstvo vozdushnogo transporta, ibland förkortat FAVT), är Rysslands myndighet för flygtrafik. Myndigheten är ansvarig för att överse all civil flygtrafik inom landets gränser. Huvudkontoret ligger i Moskva.